# Sân bay quốc tế Tunis-Carthage
Sân bay quốc tế Tunis-Carthage (tiếng Ả Rập: مطار تونس قرطاج الدولي) (IATA: TUN, ICAO: DTTA) là sân bay quốc tế ở Tunis, Tunisia.
Sân bay này được đặt tên theo thành phố lịch sử Carthage nằm ngay phía bắc của sân bay này. Đây là trung tâm của các hàng hàng không Tunisair, Nouvelair Tunisia, Sevenair và Tunisavia. Năm 2004, đã có 3,4 triệu lượt khách qua sân bay này.

## Các hãng hàng không và các tuyến điểm
- Air Algérie (Algiers)
- Air Europa (Barcelona, Madrid)
- Air France (Lyon, Marseilles, Nice, Paris-Charles de Gaulle, Paris-Orly)
- Air Malta (Malta)
- Alitalia (Milan-Malpensa, Rome-Fiumicino)
- British Airways (London-Gatwick)
- Corsairfly (Paris-Orly)
- EgyptAir (Cairo)
- Emirates (Dubai, Tripoli)
- Jat Airways (Belgrade)
- Jetairfly (Bruxelles)
- Libyan Airlines (Benghazi, Tripoli)
- Lufthansa (Frankfurt)
- Luxair (Luxembourg)
- Nouvelair (Monastir)
- Qatar Airways (Doha)  Lưu trữ ngày 27 tháng 9 năm 2007 tại Wayback Machine
- Royal Air Maroc (Casablanca)
- Royal Jordanian (Amman)
- Saudi Arabian Airlines (Jeddah, Medina)
- Sevenair (Malta, Palermo, Djerba, Gabes, Gafsa, Monastir, Tabarka, Tozeur)[1]
- Syrian Arab Airlines (Damascus)
- TUIfly (Cologne/Bonn)
- Tunisair (Abidjan, Algiers, Amman, Amsterdam, Athens, Bahrain, Bamako, Barcelona, Beirut, Belgrade, Benghazi, Berlin-Schönefeld, Bordeaux, Brussels, Cairo, Casablanca, Copenhagen, Dakar, Damascus, Dubai, Dusseldorf, Frankfurt, Geneva, Hamburg, Istanbul-Atatürk, Jeddah, Kiev-Boryspil, Kuwait, Lisbon, London-Heathrow, Luxembourg, Lyon, Madrid, Marseille, Milan-Malpensa, Munich, Nice, Nouakchott, Oran, Palermo, Paris-Orly, Rome-Fiumicino, Stockholm-Arlanda, Strasbourg, Toulouse, Tripoli, Vienna, Warsaw, Zurich)
- Turkish Airlines (Istanbul-Atatürk)
- XL Airways France (Paris-Charles de Gaulle,)